# Sofia-Hoofdstad
Sofia-Hoofdstad of Stolitsjna oblast (Bulgaars: Столична област) is een oblast in het westen van Bulgarije rond de hoofdstad Sofia. De oblast wordt grotendeels omsloten door de oblast Sofia, alleen in het zuidwesten grenst het aan de oblast Pernik. De oblast bestaat slechts uit een gemeente: de Stolitsjna obsjtina (Столична община). 

## Bestuur

Districten van Sofia

Sofia-Hoofdstad is een van de 28 oblasten van Bulgarije. Deze is te onderscheiden van de oblast Sofia, die om de oblast heen ligt maar niet de stad zelf bevat. Naast de stad Sofia bevat de hoofdstedelijke oblast nog drie andere steden en 34 dorpen, die in totaal 24 gemeentes vormen. De drie steden Novi Iskar, Pantsjarevo en Bankja hebben een speciale status en vallen geheel buiten de stadsgrenzen van Sofia ligt, de overige districten vallen geheel of gedeeltelijk binnen de stadsgrenzen van Sofia.
| 1. Sredets 2. Krasno Selo 3. Vazrazjdane 4. Oborisjte 5. Serdika 6. Podoejane 7. Slatina 8. Izgrev | 1. Lozenets 2. Triaditsa 3. Krasna Poljana 4. Ilinden 5. Nadezjda 6. Iskar 7. Mladost 8. Studentski Grad | 1. Vitosja 2. Ovtsja Koepel 3. Ljoelin 4. Vrabnitsa 5. Novi Iskar 6. Kremikovtsi 7. Pantsjarevo 8. Bankja |

Sommige dorpsnamen zijn zo populair dat ze meerdere keren voorkomen. Een voorbeeld is Lozenets: aan de Zwarte Zee is er ook een mondaine badplaats die Lozenets heet.
Blagoevgrad · Boergas · Chaskovo · Dobritsj · Gabrovo · Jambol · Kjoestendil · Kardzjali · Lovetsj · Montana · Pazardzjik · Pernik · Pleven · Plovdiv · Razgrad · Roese · Silistra · Oblast Sofia · Sofia-Hoofdstad · Sjoemen · Sliven · Smoljan · Stara Zagora · Targovisjte · Varna · Veliko Tarnovo · Vidin · Vratsa